# ザ・カハラ・ホテル&リゾート
ザ・カハラ・ホテル&リゾート (The Kahala Hotel & Resort) はアメリカ合衆国ハワイ州、オアフ島のカハラ地区に位置する高級ホテルである。

## 歴史
1964年に「世界のホテル王」と称されるコンラッド・ヒルトンが「ザ・カハラ・ヒルトン」の名称で開業したホテルで、カリフォルニア州ロングビーチを拠点とするエドワード・キリングワース、ジュール・ブレイディ、ウォー・スミスが設計を手がけ、白砂のビーチとゴルフコースが隣接する閑静な環境の中に、リゾートホテルが建てられた。
その後1996年にはヒルトン傘下を離れ、マンダリン・オリエンタルホテルグループへと運営が変わり、「カハラ・マンダリン・オリエンタル・ハワイ」と名称を変更。2006年3月1日にはマンダリン・オリエンタルホテルグループを離れ独立、「ザ・カハラ・ホテル&リゾート」と名称を変更し、2009年2月1日にオークラ ホテルズ & リゾーツに加盟した。
2014年10月14日、会員制リゾートホテルを展開する日本のリゾートトラストが3億ドル（約306億円）で取得した。
開業以来、各国国王、大統領や首相などVIPの他、映画俳優、ミュージシャン、タレント、マイケル・ジャクソンをはじめとする数多くの著名人が宿泊し、1階の廊下には宿泊した著名人の写真が数多く飾られている。日本の芸能人も数多く定宿にし、ドラマ『HOTEL』（TBS系）では、ロケ地として使用された。
リゾート内の26,000平方フィートのラグーンには6頭のイルカがおり、イルカとの触れ合いプログラムが人気となっている。

## データ
- 総敷地面積26,000平方メートル（約8,000坪）
- 客室数338室（デラックスルーム312室、スイートルーム31室）
  - 客室は全室50平方メートル以上あり、ハワイの大規模ホテル中では最大級の平均面積を誇る。

## 世界展開
リゾートトラストは、アジア太平洋エリアにおける「ザ・カハラ・ホテル&リゾート」の世界展開を計画しており、その第一弾として、2020年9月、横浜市西区みなとみらいに「ザ・カハラ・ホテル&リゾート 横浜」を開業した。

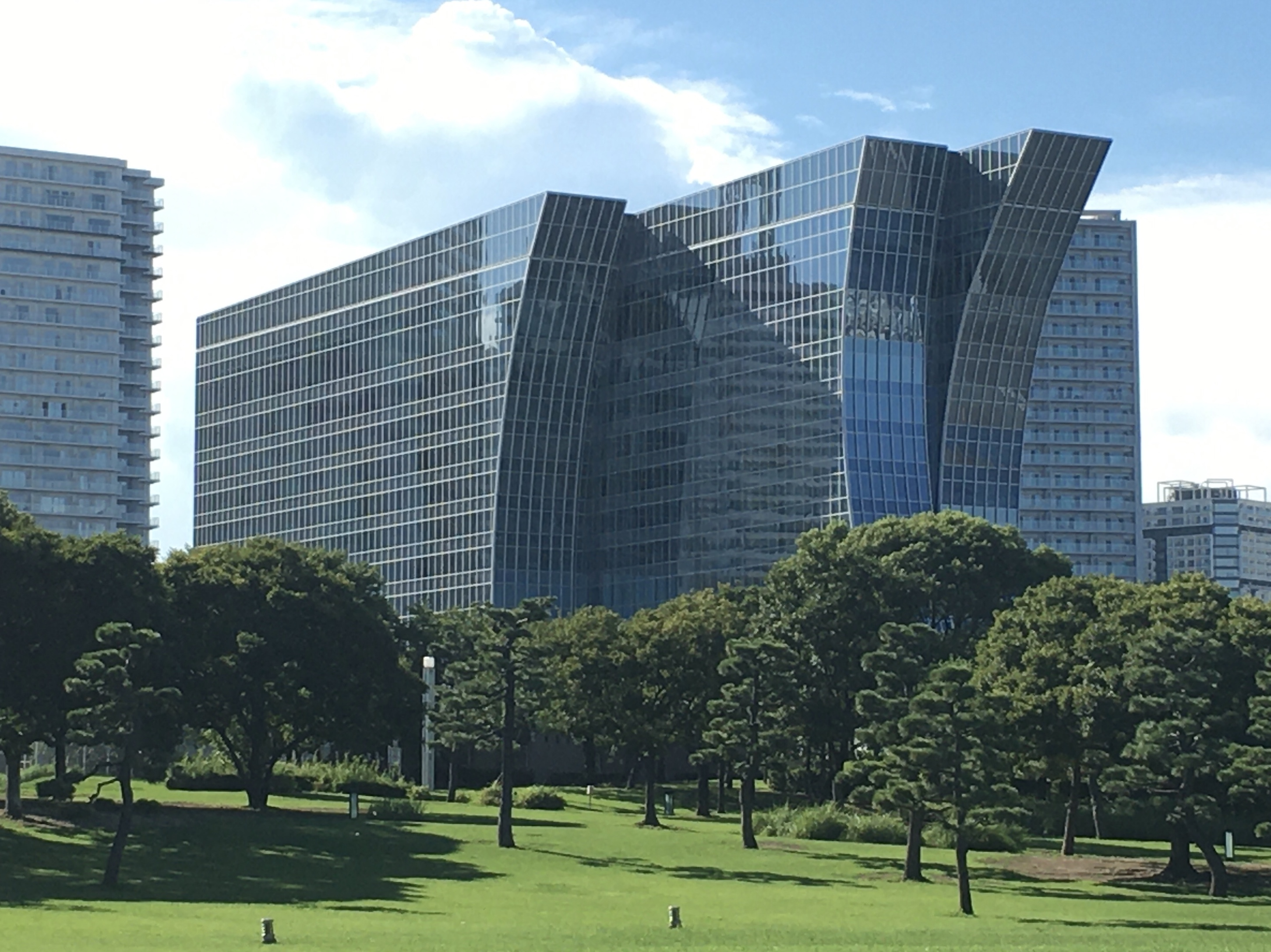
ザ・カハラ・ホテル&リゾート 横浜